# Smith Mills
Smith Mills é um lugar designado pelo censo localizado no condado de Bristol no estado estadounidense de Massachusetts. No censo de 2010 tinha uma população de 4.760 habitantes e uma densidade populacional de 388,72 pessoas por km².

## Geografia
Smith Mills encontra-se localizado nas coordenadas 41° 38′ 48″ N, 70° 59′ 57″ O. Segundo a Departamento do Censo dos Estados Unidos, Smith Mills tem uma superfície total de 12.25 km², da qual 12.06 km² correspondem a terra firme e (1.52%) 0.19 km² é água.

## Demografia
Segundo o censo de 2010, tinha 4.760 pessoas residindo em Smith Mills. A densidade populacional era de 388,72 hab./km². Dos 4.760 habitantes, Smith Mills estava composto pelo 92.33% brancos, o 1.28% eram afroamericanos, o 0.17% eram amerindios, o 2.54% eram asiáticos, o 0.06% eram insulares do Pacífico, o 1.66% eram de outras raças e o 1.95% pertenciam a duas ou mais raças. Do total da população o 2.14% eram hispanos ou latinos de qualquer raça.